# Koassa
Koassa är en ort i Burkina Faso.   Den ligger i provinsen Bazega Province och regionen Centre-Sud, i den centrala delen av landet, 40 km sydost om huvudstaden Ouagadougou. Koassa ligger 313 meter över havet och antalet invånare är 1 362.
Terrängen runt Koassa är platt. Närmaste större samhälle är Kombissiri, 5,8 km norr om Koassa.
Trakten runt Koassa består till största delen av jordbruksmark. Runt Koassa är det ganska tätbefolkat, med 65 invånare per kvadratkilometer.